# Passariano (département)
Pour les articles homonymes, voir Passariano.
Le Passariano était un ancien département du royaume d'Italie de 1806 à 1814. Il tire son nom du lieu où fut signé le traité de Campo-Formio (aujourd'hui Campoformido) : en effet, celui-ci fut signé à la Villa Manin dans le hameau de Passariano, à Codroipo, résidence d'été du dernier doge de Venise en Frioul. Son chef-lieu était Udine.

## Histoire
Le département fut créé suite l'annexion par le royaume d'Italie le 1er mai 1806 de Venise et de ses dépendances (Istrie et Dalmatie).
Ce département s'accroît, à la suite de l'accord italo-autrichien du 10 octobre 1807, de quelques territoires situés sur la rive droite de l'Isonzo, et cède parallèlement quelques territoires de la rive gauche à l'Autriche.
À la suite du traité de Schönbrunn (14 octobre 1809), les territoires de la rive gauche de l'Isonzo sont cédées à l'Empire français pour faire partie des Provinces illyriennes et d'autres communes sont perdues en faveur du département de l'Adriatique.